# Schwedische Division 1 (Eishockey) 1949/50
Die Saison 1949/50 war die sechste Spielzeit der Division 1 als höchster schwedischen Eishockeyspielklasse. Meister wurde der Södertälje SK. Nacka SK, UoIF Matteuspojkarna, Västerås SK und Atlas Diesels IF stiegen in die zweite Liga ab.

## Modus
In der Hauptrunde wurde die Liga in zwei Gruppen (Nord und Süd) eingeteilt. Jede der sechs Mannschaften pro Gruppe absolvierte insgesamt zehn Spiele. Die beiden Gruppensieger trafen im Meisterschaftsfinale aufeinander. Die beiden Letztplatzierten jeder Gruppe stiegen direkt in die zweite Liga ab. Für einen Sieg erhielt jede Mannschaft zwei Punkte, bei einem Unentschieden gab es einen Punkt und bei einer Niederlage null Punkte.

## Hauptrunde

### Gruppe Nord
|    | Klub                 | Sp | S | U | N | T  | GT | Punkte |
| -- | -------------------- | -- | - | - | - | -- | -- | ------ |
| 1. | Södertälje SK        | 10 | 9 | 1 | 0 | 50 | 19 | 19     |
| 2. | Gävle GIK            | 10 | 7 | 0 | 3 | 32 | 21 | 14     |
| 3. | AIK Solna            | 10 | 6 | 0 | 4 | 38 | 26 | 12     |
| 4. | IK Huge              | 10 | 2 | 2 | 6 | 22 | 41 | 6      |
| 5. | Nacka SK             | 10 | 2 | 1 | 7 | 22 | 40 | 5      |
| 6. | UoIF Matteuspojkarna | 10 | 1 | 2 | 7 | 21 | 38 | 4      |

Sp = Spiele, S = Siege, U = Unentschieden, N = Niederlagen

### Gruppe Süd
|    | Klub             | Sp | S | U | N | T  | GT | Punkte |
| -- | ---------------- | -- | - | - | - | -- | -- | ------ |
| 1. | Hammarby IF      | 10 | 7 | 2 | 1 | 56 | 22 | 16     |
| 2. | Djurgårdens IF   | 10 | 6 | 2 | 2 | 53 | 27 | 14     |
| 3. | Forshaga IF      | 10 | 6 | 1 | 3 | 53 | 36 | 13     |
| 4. | IK Göta          | 10 | 5 | 1 | 4 | 41 | 46 | 11     |
| 5. | Västerås SK      | 10 | 2 | 1 | 7 | 33 | 59 | 5      |
| 6. | Atlas Diesels IF | 10 | 0 | 1 | 9 | 21 | 67 | 1      |

Sp = Spiele, S = Siege, U = Unentschieden, N = Niederlagen

## Meisterschaftsfinale
- Södertälje SK – Hammarby IF 3:2/3:2